# Persone di nome Bo
| Questa pagina contiene informazioni ricavate automaticamente dalle voci biografiche con l'ausilio del template Bio e di un bot. L'aggiornamento è periodico e automatico e ricostruisce completamente la pagina. Se manca una persona in questa lista, sei pregato di non aggiungerla, ma accertati piuttosto che la sua voce biografica contenga il template Bio e che i dati anagrafici siano correttamente compilati. Se il template Bio manca, inseriscilo tu stesso o, in alternativa, metti l'avviso {{tmp\|Bio}} che ne segnala la mancanza. Se i dati riportati sono sbagliati, correggi direttamente la voce biografica; le modifiche saranno visibili in questa lista entro pochi giorni. Per chiarimenti vedi il progetto antroponimi. La lista contiene solo le 66 persone che sono citate nell'enciclopedia e per le quali è stato implementato correttamente il template Bio. Pagina aggiornata al 22 lug 2025. |

Questa è una lista di persone presenti nell'enciclopedia che hanno il nome Bo, suddivise per attività principale.

## Allenatori di calcio(7)
- Bo Andersen, allenatore di calcio e ex calciatore danese (Slagelse, n. 1976)
- Bo Henriksen, allenatore di calcio e ex calciatore danese (Roskilde, n. 1975)
- Bo Johansson, allenatore di calcio e ex calciatore svedese (Kalmar, n. 1942)
- Bo Petersson, allenatore di calcio e ex calciatore svedese (Kalmar, n. 1946)
- Bo Svensson, allenatore di calcio e ex calciatore danese (Aalborg, n. 1979)
- Jimmy Thelin, allenatore di calcio e ex calciatore svedese (Jönköping, n. 1978)
- Zhu Bo, allenatore di calcio e ex calciatore cinese (Dalian, n. 1960)

## Altisti(2)
- Bo Ekelund, altista e dirigente sportivo svedese (Gävle, n. 1894 - Saltsjöbaden, † 1983)
- Staffan Strand, ex altista svedese (Upplands Väsby, n. 1976)

## Arbitri di calcio(1)
- Bo Karlsson, ex arbitro di calcio svedese (n. 1949)

## Astisti(1)
- Bo Kanda Lita Baehre, astista tedesco (Düsseldorf, n. 1999)

## Attori(3)
- Bo Hopkins, attore statunitense (Greenville, n. 1938 - Los Angeles, † 2022)
- Bo Svenson, attore, regista e produttore cinematografico svedese (Göteborg, n. 1941)
- Bo Zenga, attore, produttore cinematografico e regista statunitense

## Attrici(1)
- Bo Derek, attrice statunitense (Long Beach, n. 1956)

## Baritoni(1)
- Bo Skovhus, baritono danese (Ikast, n. 1962)

## Biatleti(1)
- Leif Andersson, ex biatleta svedese (Finspång, n. 1961)

## Calciatori(12)
- Johan Arneng, ex calciatore svedese (Uddevalla, n. 1979)
- Fredrik Björck, ex calciatore svedese (Kållered, n. 1979)
- Bo Hansen, ex calciatore danese (Holstebro, n. 1972)
- Niklas Hult, calciatore svedese (Värnamo, n. 1990)
- Andreas Jakobsson, ex calciatore svedese (Teckomatorp, n. 1972)
- Jiang Bo, calciatore cinese (Shenyang, n. 1982)
- Bo Larsson, calciatore svedese (Malmö, n. 1944 - Malmö, † 2023)
- Kristoffer Nordfeldt, calciatore svedese (Stoccolma, n. 1989)
- Tim Prica, calciatore svedese (Helsingborg, n. 2002)
- Qu Bo, ex calciatore cinese (Tientsin, n. 1981)
- Daniel Theorin, ex calciatore svedese (Härnösand, n. 1983)
- Xu Bo, ex calciatore cinese (Shenyang, n. 1985)

## Cantanti(1)
- Zinny J. Zan, cantante svedese (Stoccolma, n. 1964)

## Cantautori(1)
- Niklas Strömstedt, cantautore e chitarrista svedese (Lund, n. 1958)

## Cestiste(1)
- Miao Bo, ex cestista cinese (Weihai, n. 1975)

## Cestisti(3)
- Bobi Klintman, cestista svedese (Malmö, n. 2003)
- Bo Widén, ex cestista svedese (n. 1934)
- Zhang Bo, ex cestista cinese (Liaoning, n. 1990)

## Ciclisti su strada(1)
- Bo Hamburger, ex ciclista su strada e dirigente sportivo danese (Frederiksberg, n. 1970)

## Compositori di scacchi(1)
- Bo Lindgren, compositore di scacchi svedese (Lidingö, n. 1927 - Lidingö, † 2011)

## Dirigenti sportivi(1)
- Bosse Andersson, dirigente sportivo e ex calciatore svedese (Norrtälje, n. 1968)

## Fondisti(1)
- Martin Lundström, fondista svedese (Norsjö, n. 1918 - Umeå, † 2016)

## Giocatori di curling(1)
- Bo Bakke, ex giocatore di curling norvegese (Göteborg, n. 1955)

## Giocatori di football americano(1)
- Bo Nix, giocatore di football americano statunitense (Arkadelphia, n. 2000)

## Hockeisti su ghiaccio(1)
- Bo Berglund, ex hockeista su ghiaccio svedese (Själevad, n. 1955)

## Linguisti(1)
- Bo Ralph, linguista svedese (Göteborg, n. 1945)

## Lottatori(1)
- Mikael Ljungberg, lottatore svedese (Göteborg, n. 1970 - Mölndal, † 2004)

## Marciatori(1)
- Bo Gustafsson, ex marciatore svedese (Strömstad, n. 1954)

## Martellisti(1)
- Bo Ericson, martellista svedese (Frölunda, n. 1919 - Karlstad, † 1970)

## Mezzofondiste(1)
- Jiang Bo, ex mezzofondista cinese (Wafangdian, n. 1977)

## Militari(1)
- Ne Win, militare e politico birmano (Paungdale, n. 1911 - Yangon, † 2002)

## Musicisti(2)
- E-Type, musicista e cantante svedese (Uppsala, n. 1965)
- Bo Hansson, musicista svedese (n. 1943 - Stoccolma, † 2010)

## Pallanuotisti(1)
- Bo Larsson, pallanuotista svedese (Svedvi, n. 1927 - Västerås, † 1977)

## Pentatleti(1)
- Bo Lindman, pentatleta e schermidore svedese (Stoccolma, n. 1899 - Solna, † 1992)

## Pianisti(1)
- Bobo Stenson, pianista e musicista svedese (Västerås, n. 1944)

## Piloti motociclistici(1)
- Bo Bendsneyder, pilota motociclistico olandese (Rotterdam, n. 1999)

## Poeti(1)
- Bo Carpelan, poeta e scrittore finlandese (Helsinki, n. 1926 - Espoo, † 2011)

## Politici(1)
- Bo Lundgren, politico svedese (Kristianstad, n. 1947)

## Pugili(1)
- Bo Högberg, pugile e attore svedese (Mollösund, n. 1938 - Mölndal, † 2005)

## Rapper(1)
- Mange Schmidt, rapper svedese (Malmö, n. 1973)

## Registi(3)
- Hu Bo, regista e scrittore cinese (Jinan, n. 1988 - Pechino, † 2017)
- Johan Renck, regista, musicista e fotografo svedese (Uppsala, n. 1966)
- Bo Arne Vibenius, regista, produttore cinematografico e sceneggiatore svedese (Solna, n. 1943)

## Sciatori alpini(1)
- Bo Hammarberg, ex sciatore alpino svedese (n. 1971)

## Scrittori(1)
- Bo Bergman, scrittore, poeta e critico letterario svedese (Stoccolma, n. 1869 - Stoccolma, † 1967)

## Tuffatori(2)
- Peng Bo, tuffatore cinese (Nanchang, n. 1981)
- Qiu Bo, tuffatore cinese (Chengdu, n. 1993)

## Senza attività specificata(1)
- Bo Yikao, cinese (n. 10 a.C.)